# Észak-bánsági körzet
Az Észak-bánsági körzet (szerbül Северно-Банатски округ / Severnobanatski Okrug) közigazgatási egység a Bánságban és Bácskában, a Vajdaság Autonóm Tartomány északi részén, Szerbiában. Központja Nagykikinda.

## Bácska elhelyezkedése
Ada, Zenta és Magyarkanizsa községek, függetlenül attól, hogy Bácskában vannak, az 1992-es közigazgatási körzetek létrehozásától kezdve Bánátban találták magukat, és egészen 2011-ig – amikor Kanizsa saját, míg Zenta és Ada közös rendszámtáblát kapott – a nagykikindai rendszámtáblát használtak. Többek szerint a Milosevics-kormány az Észak-bácskai tömbmagyarságot két részre akarta osztani, mert nem akarta, hogy valamelyik körzetben is egy nemzeti kisebbség alkosson abszolút többséget.[forrás?]
2009-ben a három Tisza-menti községnek sikerült csatlakoznia az Észak-bácskai fejlesztési régióhoz, de az, hogy közigazgatásilag is „visszakerüljön” Bácskába, még elég sok munkát igényel.

## Községek (járások)
| Név                  | Szerb név             | Terület (km²) | Népesség (fő, 2011) | Települések száma | Települések száma | Települések száma |
| Név                  | Szerb név             | Terület (km²) | Népesség (fő, 2011) | Város             | Falu              | Összesen          |
| -------------------- | --------------------- | ------------- | ------------------- | ----------------- | ----------------- | ----------------- |
| Ada község           | Opština Ada           | 229           | 16 785              | 2                 | 3                 | 5                 |
| Csóka község         | Opština Čoka          | 321           | 11 388              | 1                 | 7                 | 8                 |
| Magyarkanizsa község | Opština Kanjiža       | 399           | 24 995              | 1                 | 12                | 13                |
| Nagykikinda község   | Opština Kikinda       | 782           | 59 329              | 1                 | 9                 | 10                |
| Törökkanizsa község  | Opština Novi Kneževac | 305           | 11 232              | 1                 | 8                 | 9                 |
| Zenta község         | Opština Senta         | 293           | 22 961              | 1                 | 4                 | 5                 |
| Összesen             | Összesen              | 2329          | 146 690             | 7                 | 43                | 50                |

## Népesség

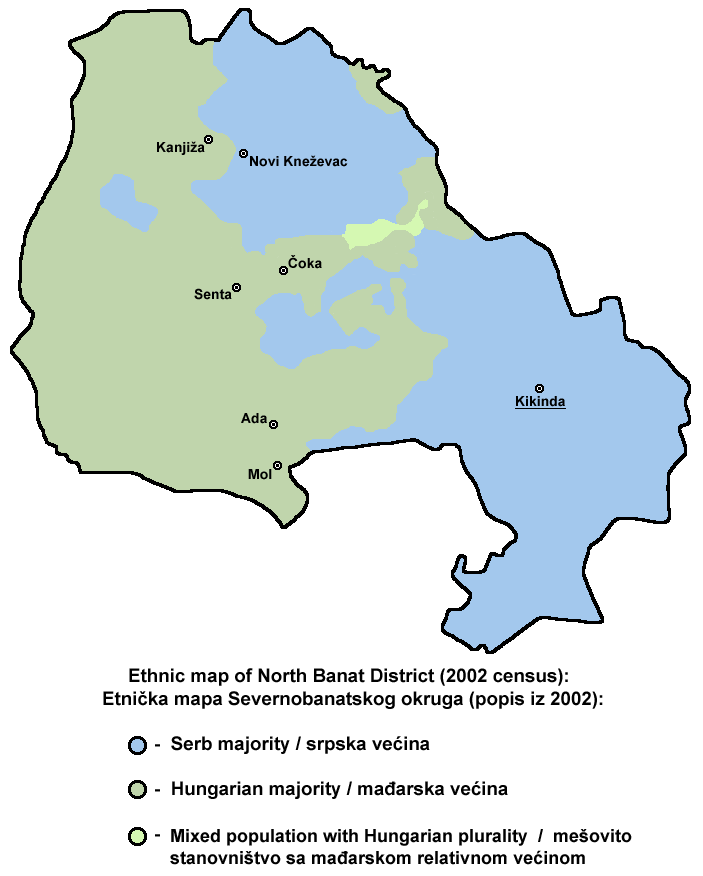
Az Észak-bánsági körzet etnikai térképe (2002)

A körzet lakosainak száma 2002-ben 165 881 fő volt, 2011-ben pedig már csak 147 770.
Több nemzetiség él a körzetben. A magyarok alkotnak relatív többséget (78 551, 47,4%), a szerbek létszáma pedig 72 242 (43,6%).
A körzet 6 községében (járásban) 50 település található. Négy községben a magyarok alkotnak többséget: Magyarkanizsán (86%), Zentán (81%), Adán (76%) és Csókán (52%); Kikindán és Törökkanizsán a szerb nemzetiségűek vannak többségben.
30 településen a magyar nemzetiségűek alkotnak többséget, egyben relatív többséget, 19-ben pedig a szerbek vannak többségben.